# ゾンダーコマンド・ヒドラ
ゾンダーコマンド・ヒドラ（Sonderkommando Hydra）、または第1ヒドラ艇団（1. Hydra-Flottille）は、第二次世界大戦末期にドイツ海軍が編成した特務艇団である。
部隊名はギリシャ神話に登場する蛇の化け物、ヒュドラー（ヒドラ）に因む。ドイツ海軍小型戦闘部隊に属し、39隻の小型高速艇(Kleinst-Schnellboot, KS)によって編成されていた。1945年春から編成が始まったが、実戦に派遣されることはなかった。1945年5月8日、グリュックスブルク・フレンスブルク湾にて降伏する。
ゾンダーコマンド・ヒドラに配備されていた小型高速艇は、ヒドラ艇として知られる。ヒドラ艇は敗色が濃厚になる中、大量生産を前提に設計された省力生産型の魚雷艇であったが、結局は完成した39隻がゾンダーコマンド・ヒドラに配備されたのみで敗戦を迎えた。